# 源九郎稲荷神社
源九郎稲荷神社（げんくろういなりじんじゃ）は、奈良県大和郡山市洞泉寺町にある神社。源九郎狐や綿帽子を買った狐の伝説で有名である。童謡『やまとのやまとの源九郎さん（”やまとの”は2回繰り返し）』に歌われている場所であり、地元では「源九郎さん」の呼び名で親しまれている。北向きの本殿に宇迦之御魂大神、源九郎稲荷大明神（源九郎狐）が祀られている。小さな稲荷であるが日本三大稲荷の一つに数えられ、また近畿二大稲荷や関西三大稲荷に数えられることもある。
五穀豊穣・商売繁盛の御利益があり、4月の第一日曜日に、白狐面をつけた子供行列が練り歩く『源九郎稲荷春季大祭』が行なわれる。

## 祭神
- 主祭神　宇迦之御魂神：源九郎稲荷大明神

## 歴史
源義経が兄頼朝との戦に際し、義経は幾度もこの稲荷に助けられたことから、この稲荷に源九郎の名を贈ったという伝説が、社名の由来となっている。
天正13年（1585年）9月、翁の姿をした源九郎と名乗る白狐が大和国の長安寺村の宝譽という僧の前に現れ、茶枳尼天（稲荷）を郡山城の南に祀れば城の守護神になろうと告げた。宝譽は郡山城主の豊臣秀長にこのことを告げると、秀長は城の南に洞泉寺を建立して宝譽を住持とし茶枳尼天を祀らせ、自らも洞泉寺の境内に源九郎稲荷大明神を祀らせ、城の鎮守としたと伝えられている。また、遠く吉野川のほとりにあった源九郎狐の社をこの地に移したともいう。
享保4年（1719年）に現在地に遷座。1925年（大正14年）に現社殿が完成している。

## 伝説
狐忠信
源義経が兄頼朝に追われ吉野山まで逃げる道中、佐藤忠信に化けた白狐が静御前を守り通し、義経はその白狐の忠義に感服した。白狐の意中の物は親の皮で出来た静御前の持つ「初音の鼓」であったが、それを知った義経は、狐との別れ際に自分の名を与えて「源九郎」と名乗ることを許したという。
妖刀子狐丸
菅田明神の境内に住む小狐が、近くの淵で村人を苦しめている大蛇を源九郎狐の加勢を得て退治した。大蛇の尾から宝剣が見つかると村人はこの宝剣を「小狐丸」と名づけ、天理の石上神宮へ奉納した。
元和の鎮火
元和元年（1615年）、豊臣方大野治房による郡山城攻撃が行われた際城下も焼け、その中心へと火が迫ってきたのを見た洞泉寺住職の天誉和尚が源九郎狐に祈願をしたところ、突然大雨が降り大火を免れた。
綿帽子を買った狐
大和郡山の柳三丁目の寺戸屋という果物店は昔は帽子屋だった。ある日、一人の男が綿帽子を買いに来て、代金は月末に源九郎稲荷神社で支払うと告げた。月末に代金を取りに神社へ行くと、神社の人は誰も知らないという、押し問答をしているうちに、お狐さんが眷属を連れてズラリと現れた。見ればそのお狐さんたちは、皆が綿帽子をかぶっていたという。

## 境内
- 本殿 - 1925年（大正14年）再建。
- 拝殿
- 社務所
- 源光稲荷社

## 交通アクセス
- 近鉄橿原線 近鉄郡山駅下車 徒歩7分。洞泉寺の脇に鎮座。